# اولگینسک
اولگینسک (به لاتین: Olginsk) یک منطقهٔ مسکونی در روسیه است که در استان آمور واقع شده‌است.